# Rue d'Andigné
La rue d'Andigné est une voie du 16e arrondissement de Paris, en France.

## Situation et accès

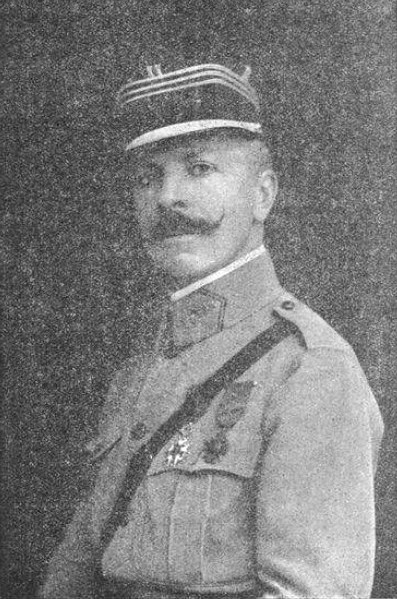
Fortuné d’Andigné, en 1915.

La rue d’Andigné est une voie publique située dans le 16e arrondissement de Paris. Elle commence au 20, chaussée de la Muette et finit au 19, rue Albéric-Magnard.
La rue est desservie par la ligne 9 à la station La Muette ; la gare de Boulainvilliers de la ligne C se situe également à proximité.

## Origine du nom

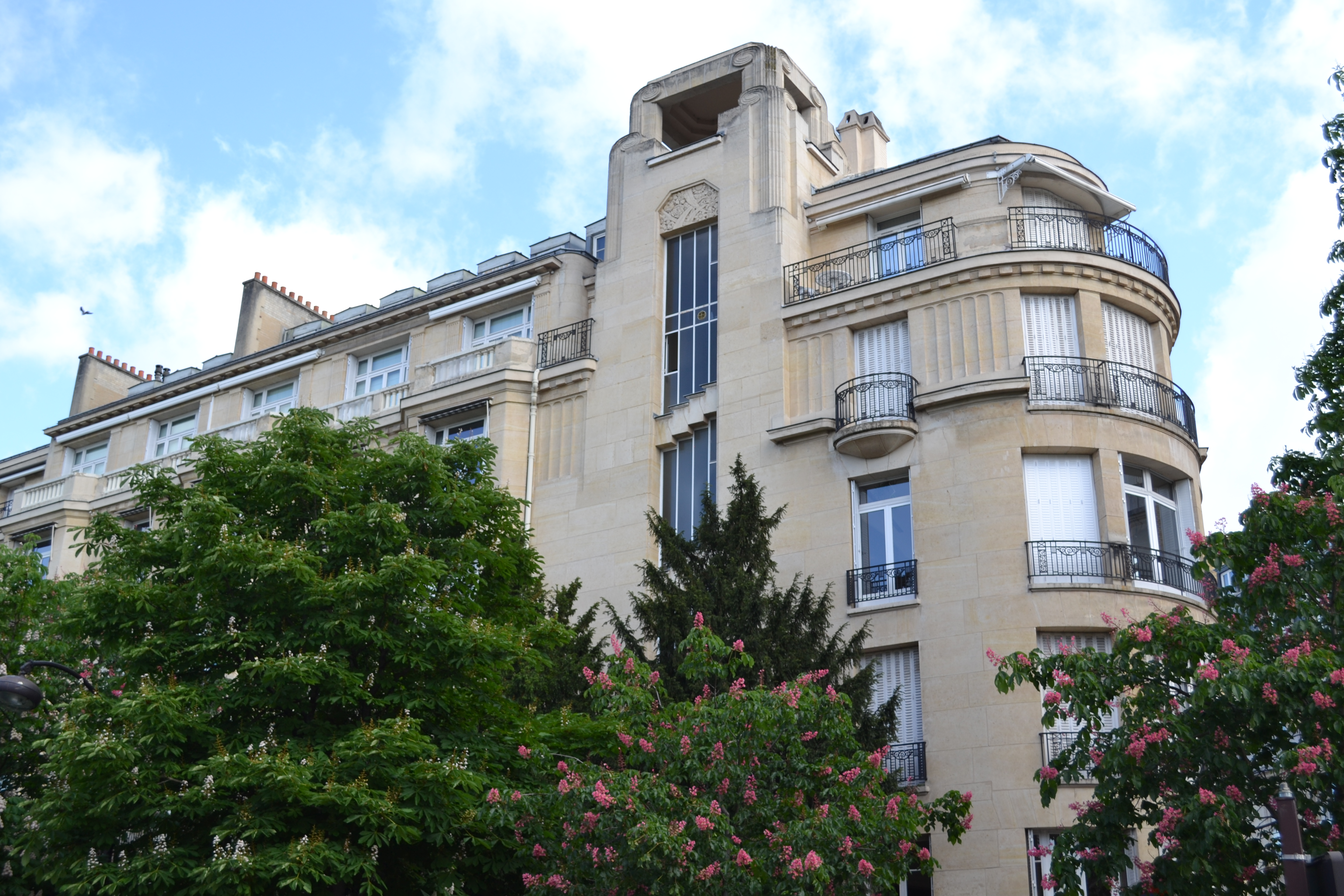
Immeuble de standing au 1, rue d'Andigné, à l'angle de la chaussée de la Muette.

Elle porte le nom de Henri Marie Léon, marquis d'Andigné (1821-1895), général, pair de France et sénateur, et de son fils Pierre Marie Fortuné, comte d'Andigné (1867-1935), député et président du conseil municipal de Paris.

## Historique
La rue fut ouverte en 1923 à l'emplacement d'une partie de l'ancien parc du château de la Muette sous le nom de « rue du Général-d’Andigné », avant d'être classée dans la voirie de Paris par un arrêté du 22 mai 1931 et de prendre sa dénomination actuelle par un arrêté du 10 février 1937.

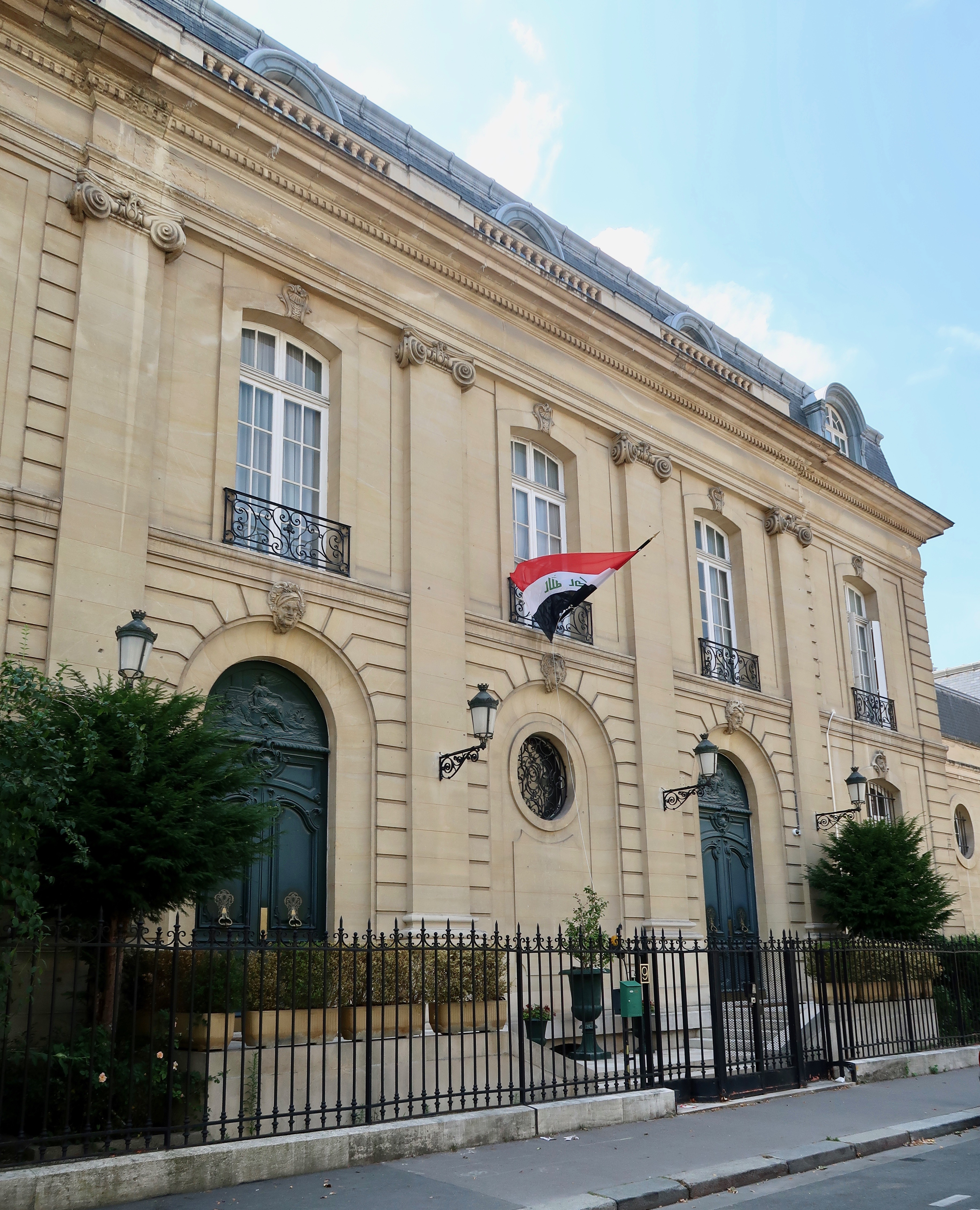
No 9.

## Bâtiments remarquables et lieux de mémoire

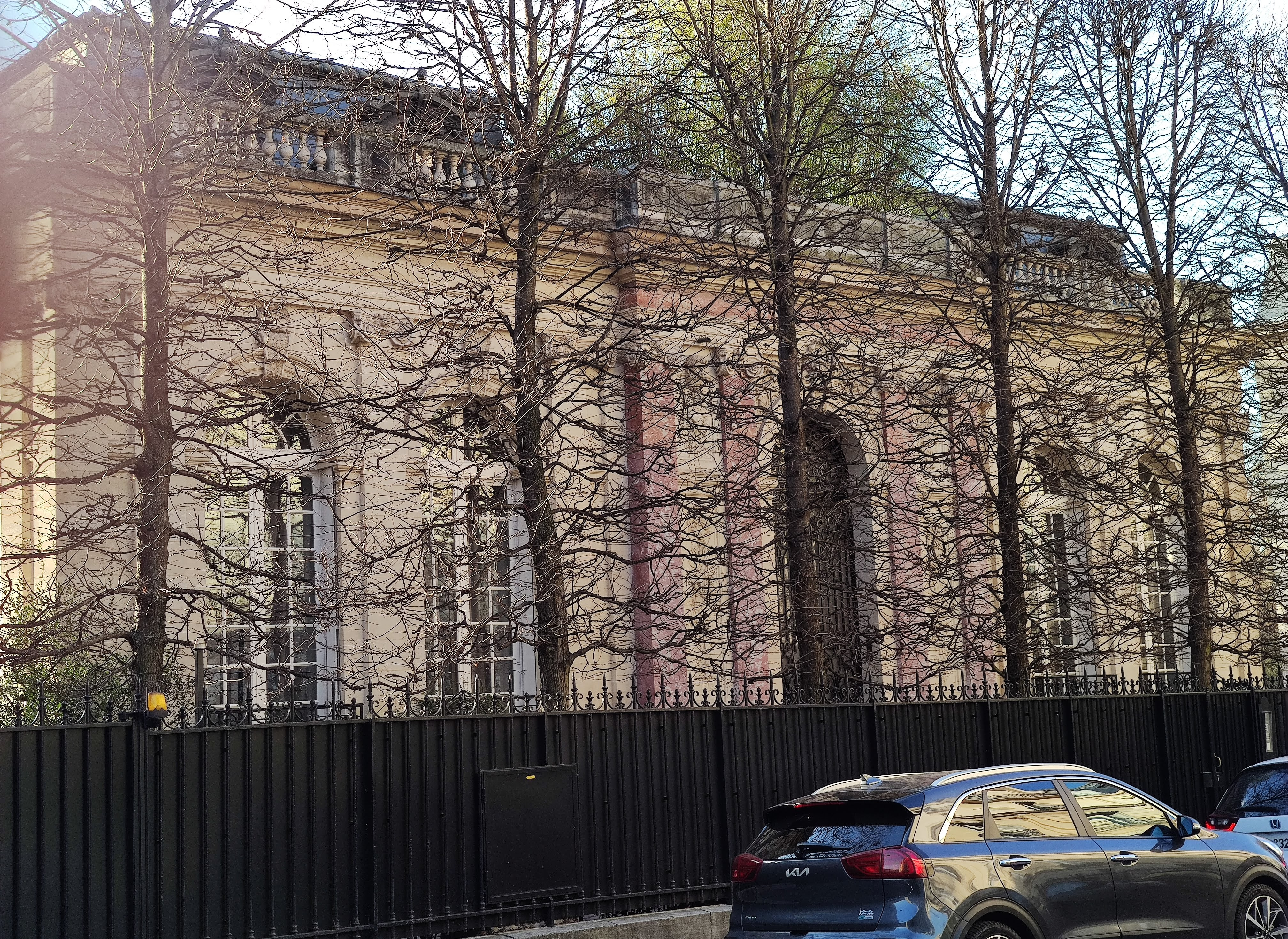
Nos 3-5.

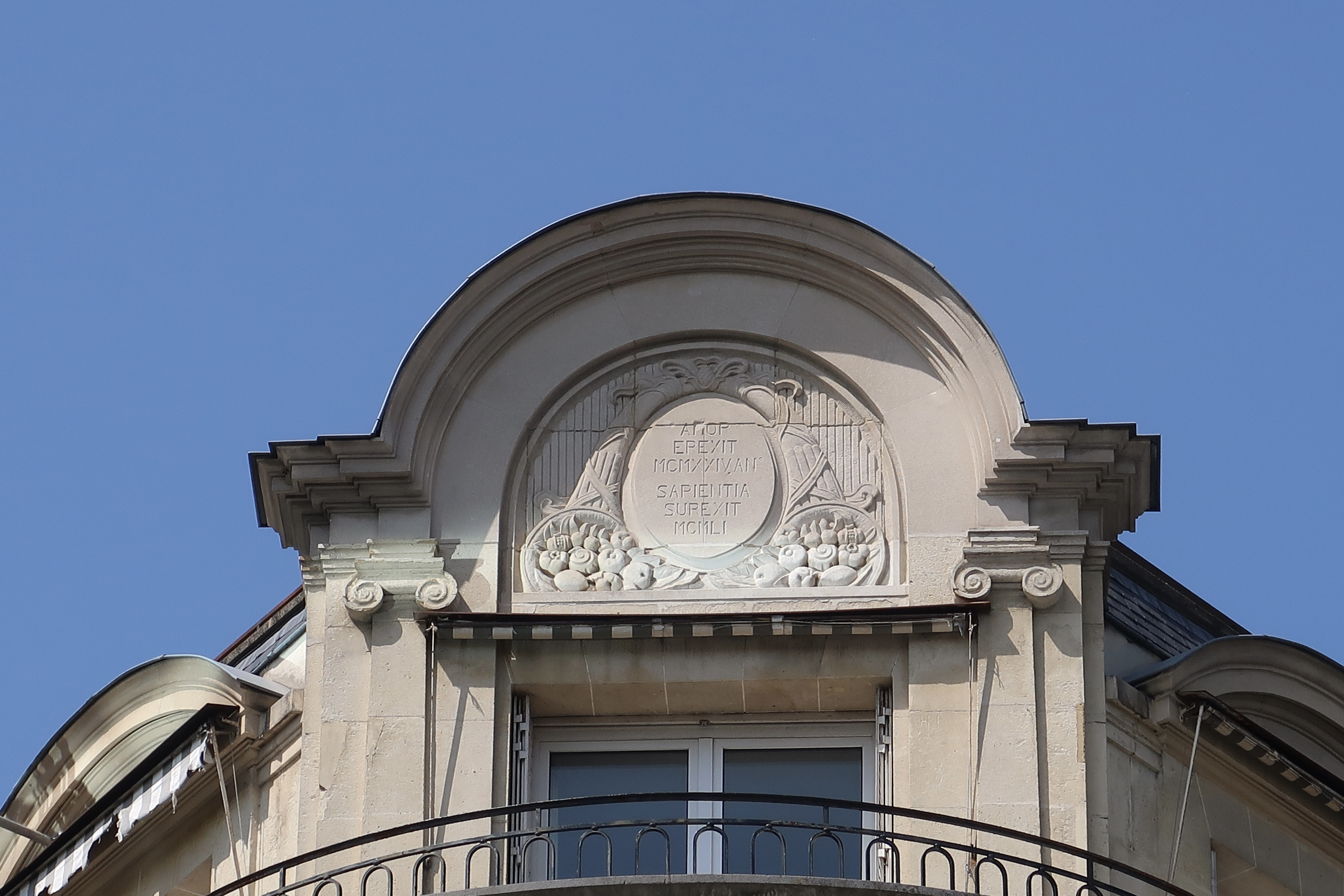
Inscription au fronton du no 6, au croisement avec la rue du Conseiller-Collignon.

- No 1 : immeuble de standing de style Art déco ; architecte : Charles Labro. Cet immeuble, situé à l'angle de la chaussée de la Muette, est soumis à des servitudes d'architecture (délibération municipale de 1924).
- Nos 3-5 : « palais Rose », hôtel particulier de style néo-Louis XIV construit en 1925 ; architecte : Jules Guillemin[3]. Dans les années 1980, il est envisagé de surélever l’hôtel, inspiré du Grand Trianon, mais le projet est finalement abandonné et on prévoit de construire un bâtiment neuf sur le côté[4]. L'hôtel particulier de 800 mètres carrés[5] est aujourd'hui la propriété du milliardaire français Xavier Niel[6], qu'il a racheté aux enchères en 2005 pour 11 millions d'euros et dispose depuis sa rénovation par l'homme d'affaires d'une piscine intérieure ou encore d'une salle de cinéma[6],[7].
- No 9 : hôtel particulier de style Directoire[2]. Résidence de l'ambassadeur d'Irak en France.
- No 15 : hôtel particulier de 1924 conçu par l’architecte Henri Deglane disposant de 425 m2 habitables (11 pièces) et de 1 163 m2 de jardin ; entièrement rénové entre 2014 et 2019[8], il a été vendu en 2020 pour plus de 40 millions d’euros[9]. La bâtisse dispose entre autres d'une piscine en sous-sol, d'une salle de cinéma ou encore d'un spa installés à la suite de la rénovation[10]. Les nouveaux propriétaires ont pour voisin le musicien Lenny Kravitz, installé dans un hôtel particulier de 1 500 m2[11].